# Оконный переплёт

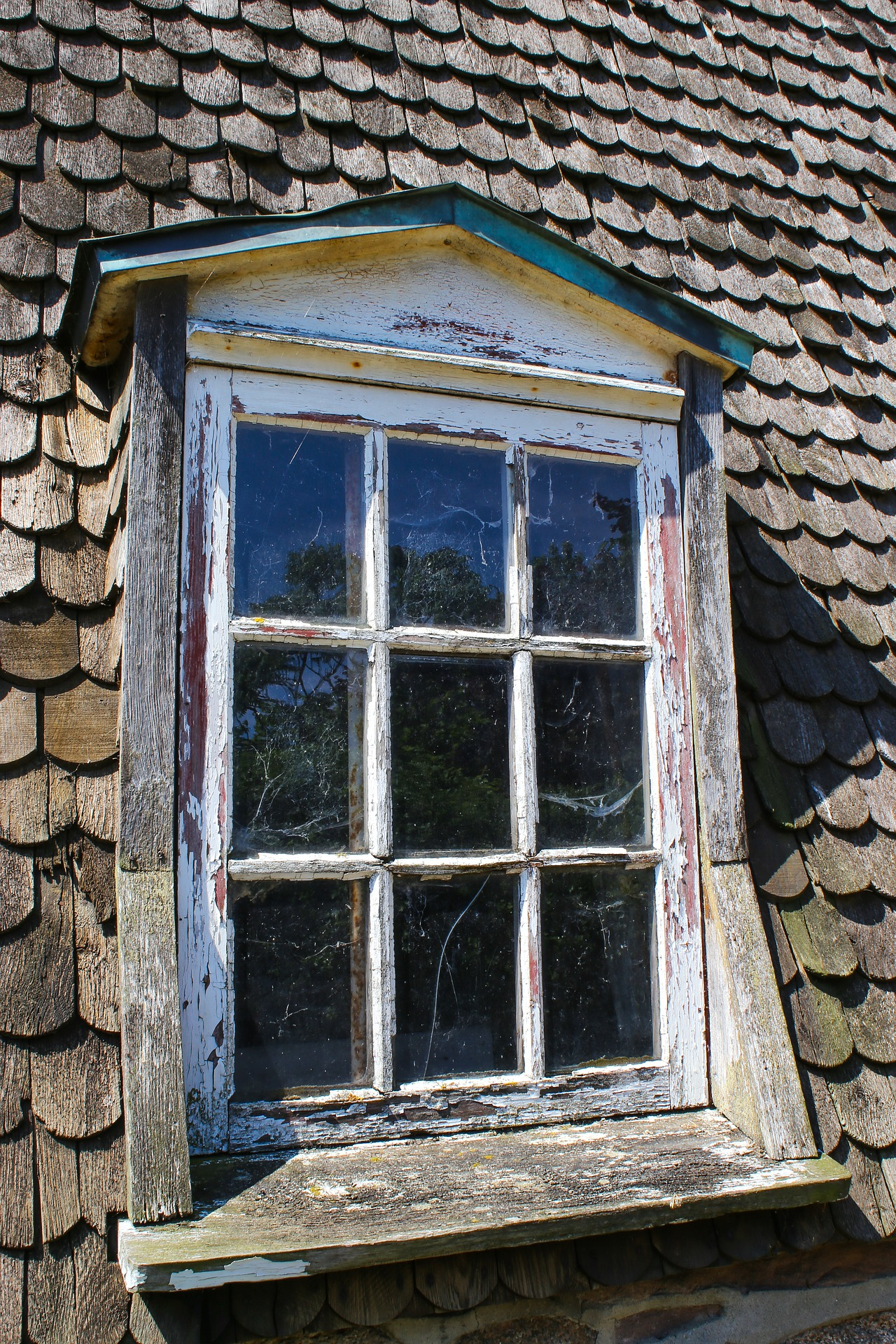
Деревянный оконный переплёт с просветом, разделённым на 9 частей

Оконный переплёт — конструкция окна, в которой поле остекления («просвет») разделено брусками («горбыльком») на части в целях использования небольших листов стекла, механического упрочнения или декоративного оформления.

## Облик здания
Переплёт является одной из наиболее заметных внешних черт здания, даже если, как это часто делалось, горбылёк окрашен в тёмные тона: характер здания сильно меняется в зависимости от того, заполнены ли оконные проёмы сеткой из 12х8 стёкол или 2х2. Но переплёт играет ещё более важную роль при взгляде изнутри, так как — зачастую фасонный — горбылёк окаймляет для посетителя вид на внешний мир.
Например, в стиле модерн в начале XX века использовались окна, где переплёт фрамуги имел мелкое членение, а основная часть окна, наоборот, горбыльков не имела. Последовавший за модерном функционализм, убиравший все не требовавшиеся конструкцией здания детали, быстро перешёл к ленточному остеклению и стеклянным фасадам.

## США
Дж. Гарвин прослеживает историю переплётов в США и отмечает, что они естественным образом развивались в направлении увеличения размера листа стекла. В XVIII веке небольшие (примерно 20х20 см) куски стекла располагались в виде ромбов, с широкими — более 25 мм в начале века — полосами горбыльков между ними. В течение XIX века размер стёкол увеличивался, а горбылёк становился более узким, что было вызвано как усовершенствованиями в стекольном производстве и удешевлением больших листов стекла, так и стоимостью плотницкой работы: переплёт является одной из наиболее сложных в изготовлении деталей дома, и плотники на границе XVIII и XIX веков стали брать плату пропорционально количеству стекол в переплёте.
В XVIII веке переплёт окрашивали в тёмный цвет, часто чёрный, с целью скрыть широкие полоски горбылька. В XIX веке окраска сменилась: горбылёк стали красить в цвета, гармонирующие или контрастирующие с цветом оконной коробки (например, в тёмно-красные или зелёные), а затем — с 1840-х годов — и в белый цвет.